# フクロウと子猫ちゃん
フクロウと子猫ちゃん（フクロウとこねこちゃん、The Owl and the Pussycat)は1970年に公開されたアメリカ合衆国のロマンティック・コメディ映画。

## あらすじ
本屋に務めるフェリクスは作家を夢見ていたが、夜な夜なタイプライターを叩く音で近隣から苦情が寄せられていた。
ある日、彼は別の部屋に住むドリスがほかの男と寝ているのを見ていたところ、いきなりドリスがテレビの音量をものすごく上げたため、自分のことを棚に上げて大家に告げ口した。その結果、部屋を追い出されたドリスがフェリクスの部屋に転がり込む。ところが、ドリスはしゃっくりがひどくて眠れなくなってしまい、フェリクスまで眠れなくなってしまう。困ったフェリクスは骸骨の仮装をして彼女を驚かすも、今度はパニックになった彼女が騒いだため、フェリクス諸共アパートから追い出される。
2人はフェリクスの勤務先のマネージャーであるバーニーのアパートへ行くが、そこでもトラブルを起こしたため、怒ったバーニーが出て行ってしまう。
2人きりになったところで、ドリスはフェリクスを誘惑し、二人は一夜を共にする。翌日、2人はゴーゴー・バーで再会するが、フェリクスが見栄を張って学者を気取ったため、ドリスは娼婦であることを隠そうとするも、うまくいかなかったが、彼にとってはかわいい子猫だった。
最終的に2人は見栄を張るのをやめ、付き合うこととなった。

## キャスト
| 役名           | 俳優                     | 日本語吹替                                                                                  |
| 役名           | 俳優                     | テレビ朝日版                                                                                |
| -------------- | ------------------------ | ------------------------------------------------------------------------------------------- |
| ドリス         | バーブラ・ストライサンド | 松金よね子                                                                                  |
| フェリックス   | ジョージ・シーガル       | 津嘉山正種                                                                                  |
| ラブジンスキー | ジャック・サンダルスク   | 筈見純                                                                                      |
| 不明 その他    |                          | 前沢迪雄 荘司美代子 池田勝 麻志那恂子 平野稔 鹿島信哉 小室正幸 有賀ひろみ 達依久子 塚田正昭 |
|                |                          |                                                                                             |
| 演出           | 演出                     | 松川陸                                                                                      |
| 翻訳           | 翻訳                     | 小鷹信光                                                                                    |
| 効果           | 効果                     | 佐藤良介                                                                                    |
| 調整           | 調整                     | 村田弘之                                                                                    |
| 制作           | 制作                     | 千代田プロダクション                                                                        |
| 解説           | 解説                     | アンリ菅野                                                                                  |
| 初回放送       | 初回放送                 | 1983年1月15日 『ウィークエンドシアター』                                                    |